# Феросплавний завод у Джубайлі
Феросплавний завод у Джубайлі – підриємство чорної металургії Саудівської Аравії, яке діє на східному узбережжі країни у потужній індустріальній зоні Джубайль.
Завод, який почав роботу в 1997 році, наразі є єдиним виробником феросплавів у Саудівській Аравії. Первісно він мав річну потужність на рівні 85 тисяч тон, проте потім цей показник довели до 140 тисяч тон.
Основним обладнанням заводу є 4 печі потужністю по 27 МВА, що здатні виплавляти феромарганець, силікомарганець, феросиліцій та металічний кремній (кремній металургійного класу).
Більшість продукції заводу споживає розташований біч-о-біч металургійний комбінат компанії Hadeed.
Проект реалізували через компанію Gulf Ferro Alloys Company (SABAYEK), найбільшим інвестором якої виступила бахрейнська United Gulf Industries Company (26%). Також серед власників були катарська Qimco та кувейтська Gulf Investment Corporation (по 10%).